# 雪莉·波特
雪莉·波特女爵士，DBE（1930年11月29日—），英國保守黨前黨員，曾任倫敦西敏市市議會主席，1991年獲馬卓安首相頒發DBE勳銜。在任期間因以社區政策改變選民戶籍分佈而捲入選舉舞弊醜聞，被法庭判定有罪並罰款4,200萬英鎊。1994年，雪莉在案件調查過程中逃亡至以色列，在12年後才重返倫敦。

## 選舉舞弊醜聞
1986年，當時保守黨在西敏市市議會選舉中只勉強獲足夠票數連任而得以保住議席。由於擔心保守黨下屆最終將失去議會控制權，作為時任議員的雪莉倡導了一個秘密的房屋政策，以令該市內的社區結構及人口分佈產生永久性改變。在之後流出的內部文件中顯示，共8個選區被選定為「關鍵選區」，而這些選區都是在1986年西敏市市議會選舉中，保守黨以些微票數險勝或敗北的地方。在計劃中，雪莉於工黨有機會取得議席的選區內把房屋重新出租給保守黨支持者，又提升區內的社區服務質素，包括街道衛生、路面修補和綠化環境等。另外，又迫遷西敏市內的露宿者及不太可能投票給保守黨的群組至其他市鎮。隨著人口流動的規模擴大，代表其他市的議員及工黨黨員開始意識到問題，並要求審核該社區政策的合法性。雖然計劃被叫停並進入調查階段，但保守黨始終在1990年的選舉中取得壓倒性的勝利，而且在8個「關鍵選區」中，保守黨在其中7個勝出。翌年，雪莉宣佈退休，辭去議會職務，其後與丈夫出逃至以色列定居。
1996年5月，當年的社區政策最終被裁定為非法，雪莉等6人須交納3,160萬英鎊的違規罰款。1998年，BBC2紀錄片《尋找雪莉》（Looking for Shirley）揭露了雪莉將約7,000萬資產轉移到境外賬戶及海外投資。雖然上訴法院於1999年推翻判決，但及後上議院又在2001年將它恢復，總計利息及附加費，雪莉須繳納罰款4,200萬英鎊。